# Партія Демократичної Кампучії
Партія Демократичної Кампучії (ПДК; кхмер. គណបក្សកម្ពុជាប្រជាធិបតេយ្យ) — політична партія, що існувала в Камбоджі (Кампучії) від 1982 до 1993 року. Партія була наступницею Комуністичної партії Кампучії.

## Історія
Партію було сформовано на початку 1982 року, невдовзі після розпуску Комуністичної партії Кампучії. Розпуск компартії та формування ПДК, за заявами самих «червоних кхмерів», був необхідний для формування більш широкої коаліції проти пров'єтнамського режиму Гун Сена. Новою ідеологією партії було проголошено «демократичний соціалізм» замість комунізму, від будівництва якого «червоні кхмери» нібито відмовились. Збройним крилом партії стала Національна армія Демократичної Кампучії, якою керував Сон Сен. Однак усі ті перетворення виявились не більш ніж політичним фарсом — перейменування компартії жодним чином не змінило політику «червоних кхмерів».
До того моменту в'єтнамські війська витіснили полпотівців у джунглі на захід країни, де проходив кордон з Таїландом. Відтоді «червоні кхмери» були змушені співпрацювати з іншими антив'єтнамськими угрупованнями, 1982 року об'єднавшись із ними в Коаліційний уряд Демократичної Кампучії (CGDK). Незважаючи на те, що 1985 року Пол Пот поступився керівництвом партією Кхієу Сампхану, він зберіг значний вплив на весь рух «червоних кхмерів».
1993 року про свій намір брати участь у виборах оголосила вже наступниця ПДК — Камбоджійська партія національної єдності (CNUP), яка, втім, так і не пройшла реєстрацію, а потім взагалі погрожувала зірвати вибори. За такої ситуації місія ООН відмовилась проводити голосування в тих районах, які контролювали полпотівці. На той момент у них проживали близько 6 % населення країни. В липні 1994 року партія була оголошена поза законом, після чого продовжила діяльність як Партія національної єдності Камбоджі. Окрім того «червоні кхмери» сформували ніким не визнаний «уряд національної єдності й національного порятунку».

## Поислання
- Cambodia (Radhsphea Ney Preah Recheanachakr Kampuchea - National Assembly) (англ.). Архів оригіналу за 16 липня 2011.

| Прапор Камбоджі | Це незавершена стаття про Камбоджу. Ви можете допомогти проєкту, виправивши або дописавши її. |